# Anders Pihl
Anders Pihl, född 26 februari 1757 i Sala , död 2 januari 1836 i Stora Kopparberg , var en svensk ämbetsman.

## Biografi
Anders Pihl var sonson till rådmannen Anders Pihl och en dotter till Gabriel Johannis Sevallius, samt son till uppbördsmannen Sven Pihl och Sara Juliana Steinholtz. Han var verksam inom Sala silvergruva bland annat som bergmästare , innan han blev bergshauptman för Stora Kopparbergs bergmästardöme, ett ämbete han hade i fyrtio år (1794–1834). Han var riddare av Nordstjärneorden och kommendör av Vasaorden, och kallades "högädel" av Post- och Inrikes Tidningar vid sin död.
Porträtt av Pihl är utförda av Carl Fredric von Breda och, troligen, Lorens Pasch.